# Lua Vermelha: Nova Geração
Lua Vermelha: Nova Geração é uma futura série de televisão via streaming de origem portuguesa, dos géneros sobrenatural, paranormal, drama adolescente e suspense criada por Pedro Lopes, Inês Gomes e João Matos para a plataforma OPTO, tratando-se de uma sequela da série Lua Vermelha (2010-12). A série passa-se em Sintra, seguindo a vida tranquila de Afonso e Isabel, dezasseis anos depois de deixarem o passado para trás, até a paz ser abalada quando a sua filha, Sofia, se torna o centro de uma nova ameaça sobrenatural.
A série apresenta no elenco principal Inês Pires Tavares, filha das personagens principais Isabel e Afonso interpretadas por Mafalda Luís de Castro e Rui Porto Nunes, que também regressam à história juntamente com António Camelier e Catarina Mago.

## Sinopse
Ainda em Sintra, e após 16 anos, a vida tranquila de Afonso e Isabel é abalada quando a sua filha, Sofia, se vê no centro de uma nova ameaça sobrenatural. Com um dom especial e uma ligação desconhecida a uma guerra antiga, Sofia terá de descobrir segredos escondidos e enfrentar uma força obscura que pode destruir a humanidade. Com o perigo a aproximar-se, os seus pais já não poderão continuar a esconder-lhe a verdade.

## Elenco

### Elenco principal
| Ator/Atriz             | Personagem              |
| ---------------------- | ----------------------- |
| Inês Pires Tavares     | Sofia Azevedo           |
| Mafalda Luís de Castro | Isabel Gois de Oliveira |
| Rui Porto Nunes        | Afonso Azevedo          |
| António Camelier       | Henrique Azevedo        |
| Catarina Mago          | Beatriz Azevedo         |

### Elenco recorrente
| Ator/Atriz         | Personagem   |  |
| ------------------ | ------------ |  |
| André Leitão       | —            |  |
| Rui Pedro Silva    | Tomás        |  |
| Oceana Basílio     | Brígida      |  |
| Gerson Sanca       | —            |  |
| Rui Unas           | Sancho       |  |
| Miguel Damião      | Otelo        |  |
| Henrique Carvalho  | Hélio Raposo |  |
| Sofia Arruda       | Teresa       |  |
| Fernando Rodrigues | Tadeu        |  |
| Bia Wong           | Sun          |  |
| Diogo Fernandes    | Francisco    |  |
| Henrique Mello     | Lucas        |  |
| Carolina Basto     | —            |  |
| Rita Bretão        | Benedita     |  |
| Carolina Carvalho  | Eunice       |  |
| Kiko Monteiro      | —            |  |
| Rúben Vieira       | —            |  |
| Dinis Lima         | —            |  |
| Gerson Mendes      | —            |  |
| Gonçalo Botelho    | —            |  |
| Afonso Jerónimo    | —            |  |
| Bruna Lima         | —            |  |
| Leandro Buenno     | —            |  |
| Guilherme Amaro    | —            |  |
| Artur Costa        | —            |  |
| Ricardo Pereira    | —            |  |

1. ↑  «SIC aposta em nostalgia e traz de volta "Lua Vermelha" 15 anos depois com nova temporada! Os protagonistas estão de volta!». 9 de julho de 2025. Consultado em 12 de julho de 2025